# Madame Goliath
Pour les articles homonymes, voir Goliath.
Madame Goliath est une géante processionnelle de la Ducasse d'Ath, en Belgique, créée en 1715.

## Historique
Madame Goliath apparaît dans le cortège de la Ducasse d'Ath en 1715. Elle est indissociable de son époux, Goliath, avec lequel, à plusieurs reprises, ils dansent sur l'air du Grand Gouyasse. Celui-ci n'est joué que sur le pont du Gâdre et celui du Moulin, en référence aux anciens pont-levis qui servaient d'entrée à la ville médiévale.
La Bible est muette sur le statut marital du géant Goliath.
Brûlée par les révolutionnaires français le 28 août 1794 (avec les autres géants), Madame Goliath réapparaît dans le cortège de la Ducasse d'Ath en 1806-1807. Sa tête est sculptée par l'Athois Emmanuel Florent.
En 2015, à l'occasion de son 300ème anniversaire, la géante se voit habillée d'un nouveau chemisier en dentelle, réalisé à la main, ainsi que de nouveaux bijoux. Elle a la particularité d'être ornée de fleur fraîches,.

## Description
- Poids : 117,5 kg
- Taille : 3,90 m[2]
- Long voile de mariée blanc, fleurs au front des cheveux, au bouquet de la main droite et au bouquet du corsage.
- Jaquette de velours noir bordée d'un galon rouge froncé et de dentelle blanche.
- Ruban rouge et collier de perles autour du cou, manchettes et gants blancs, bague avec brillant à la main droite, jupe identique à celle de Goliath.
- Les cheveux sont noirs et tressés.

## Galerie

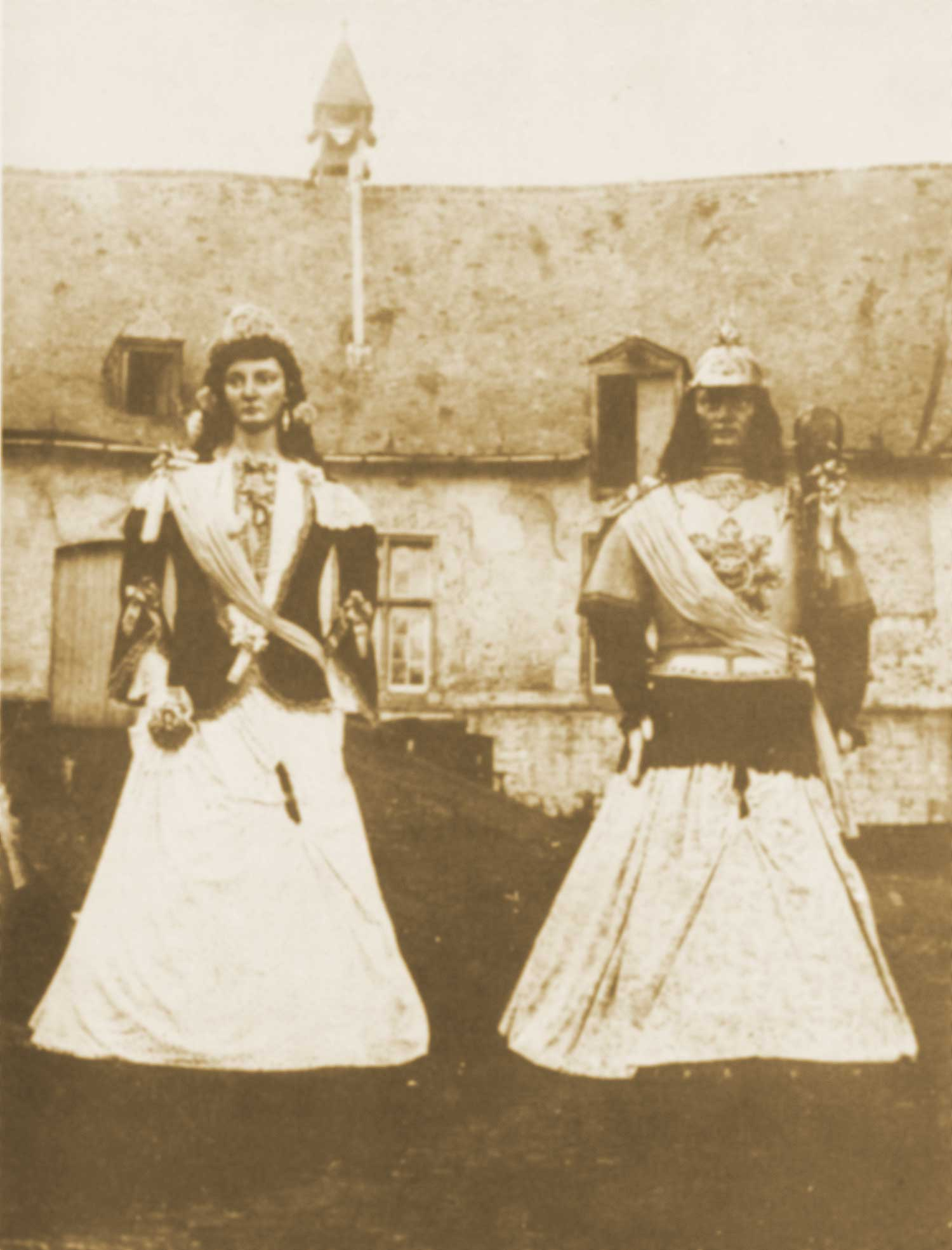
Goliath et Madame Goliath en 1895
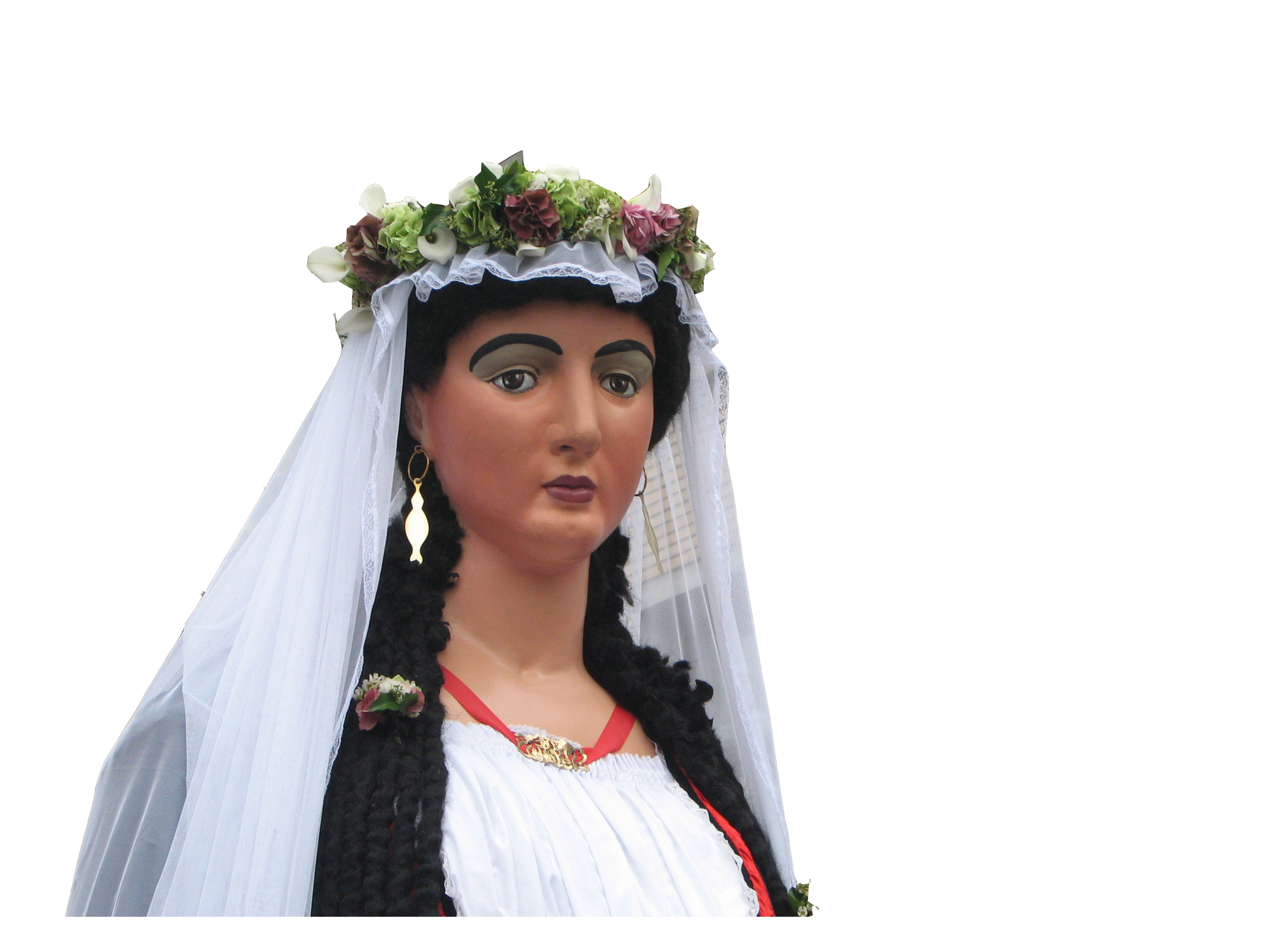
Madame Goliath
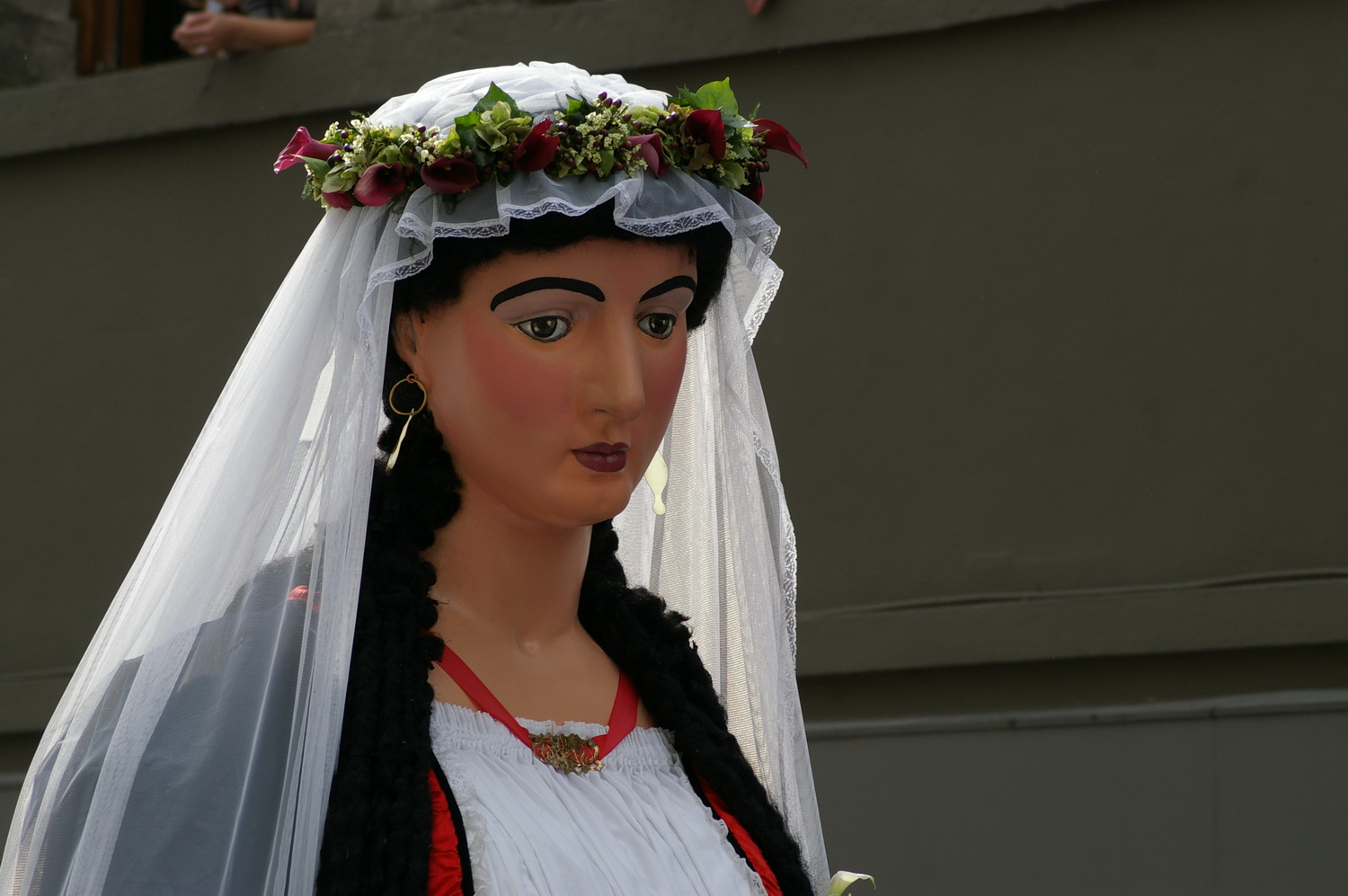
Madame Goliath en 2008
Madame Goliath en 2023
- Le Grand Gouyasse sur le pont du Moulin, ducasse d'Ath, 2007